# كلوريد البنزويل
كلوريد البنزويل هو مركب كلور عضوي صيغته الكيميائية C7H5ClO ويوجد على هيئة سائل عديم اللون.
تتألف البنية من حلقة بنزينية متصلة بمجموعة كلوريد الأسيل.

## التحضير
يمكن أن يحضر هذا المركب من تفاعل حمض البنزويك مع كلوريد الثيونيل: كما يمكن أن تتم عملية التحضير من تفاعل ثلاثي كلورو التولوين مع الماء أو حمض البنزويك:
{\displaystyle {\ce {C6H5CCl3 + H2O -> C6H5COCl + 2 HCl}}}
{\displaystyle {\ce {C6H5CCl3 + C6H5CO2H -> 2 C6H5COCl + HCl}}}

## الخواص
يوجد هذا المركب في الشروط القياسية على هيئة سائل عديم اللون، وهو يتفاعل مع الماء في تفاعل تحلل مائي (حلمهة) مطلقاً  كلوريد الهيدروجين كما يتشكل حمض البنزويك
{\displaystyle {\ce {C6H5COCl + H2O -> C6H5COOH + HCl}}}
يعد كلوريد البنزويل من المركبات النمطية لكلوريدات الأسيل، وهو يتفاعل مع الكحولات ليعطي الإسترات الموافقة، كما يتفاعل بشكل مشابه مع الأمينات ليعطي الأميدات الموافقة.

## الاستخدامات
يستخدم كلوريد البنزويل بشكل واسع في الصناعات الكيميائية في عدة مجالات منها صناعة الأصبغة والعطور والصناعات الدوائية والراتنجات.